# Garfield County (Colorado)
Garfield County je okres ve státě Colorado v USA. K roku 2010 zde žilo 56 389 obyvatel. Správním městem okresu je Glenwood Springs. Celková rozloha okresu činí 7 655 km². Byl pojmenován podle prezidenta Jamese A. Garfielda.